# فيراري 365 جي تي سي/4
فيراري 365 جي تي سي/4 (بالإنجليزية: Ferrari 365 GTC/4)‏ ، هي سيارة رياضية سياحية أنتجها شركة فيراري الإيطالية، وتبلغ عدد إنتاج السيارات نحو 505 سيارة بين عامي 1971 و 1972.